# Troisième expédition de Wadi al Qura
Troisième Expédition de Wadi al Qura, aussi connue sous le nom de la Campagne de Wadi al Qura or Ghazwah of Wadi al Qura se déroula en juin 628 AD, 2e mois de 7AH, du calendrier Islamique,.  
L’opération fut un succès et le siège dura 2 jours avant que les Juifs ne finissent par se rendre et accepter les termes de Mahomet similaires à ceux de la Bataille de Khaybar et au cours de la Conquête de Fidak,.
C’était la 3e expédition à Wadi al Qura, la 1re expédition et 2e expédition à Wadi al Qura se déroula une année plus tôt . 
Après la capitulation des Juifs à Wadi al-Qura, Mahomet établit son entière autorité sur toutes les tribus juives de Médine.